# Annales Altahenses
Gli Annales Altahenses sono un'opera storiografica medievale scritta nell'XI secolo da monaci dell'abbazia benedettina di Niederalteich, in quella che era allora l'Alta Baviera (e che oggi è invece Bassa Baviera).

## Contenuto
Il testo non ha la pretesa di descrivere una storia universale (come altre opere annalistiche medievali, ad esempio la Nuova Cronica di Giovanni Villani). Si propone invece di raccogliere informazioni storiche relative al territorio bavarese (e, più in generale, a quello del Sacro Romano Impero).
L'opera inizia nell'anno 708 e si conclude con l'anno 1075. La parte relativa agli anni 1020-1075 è però nettamente più estesa e dettagliata rispetto a quella precedente. Benché una parte delle informazioni degli annali siano tratte da un'altra importante opera coeva, gli Annales Fuldenses, gli Annali di Niederalteich forniscono dati molto rilevanti per lo studio della storia imperiale di quel periodo.
Il testo descrive con particolare efficacia gli anni di regno dell'Imperatore Enrico III il Nero (1039-1056), dell'interregno successivo la sua morte, con la reggenza della moglie Agnese di Poitou tra il 1056 e il 1062, e dei primi anni di regno di Enrico IV di Franconia (tra il 1066 e il 1075).
Di particolare importanza è la descrizione molto dettagliata che viene fatta del Colpo di Stato di Kaiserswerth, con cui l'arcivescovo di Colonia Annone II esautorò Agnese di Poitou dalla reggenza dell'Impero, che aveva assunto dopo la morte del marito.

### Punto di vista del narratore
Gli Annales Altahenses sono un'opera marcatamente filo-imperiale, che però non risparmia critiche all'operato di alcuni personaggi e feudatari fedeli all'imperatore. Nel caso del Colpo di Stato di kaiserwerth, però, l'opera parteggia apertamente per Annone II (che probabilmente aveva l'appoggio di buona parte del clero tedesco), sottolinea il malgoverno che avrebbe contraddistinto la reggenza di Agnese di Poitou.
L'opera si conclude con i preludi della Lotta per le investiture tra Enrico IV e papa Gregorio VII, e anche in questo caso il narratore mostra un punto di vista apertamente filo-imperiale, respingendo le accuse che il papa aveva rivolto all'imperatore.

## Storia dell'opera

### Gli autori
Gli Annales Altahenses furono scritti da due diversi annalisti. Il primo avrebbe lavorato all'opera fino ad arrivare all'anno 1035 (ed operando presumibilmente a ridosso di quella data), mentre il secondo si sarebbe occupato dei quarant'anni finali. Secondo i filologi che studiarono l'opera nell'800, il secondo autore avrebbe scritto a partire dal 1068, o forse anche da un periodo successivo, ma non dal 1075. La narrazione risulta infatti troncata.
Gli Annales furono poi revisionati e copiati nel corso del XIII secolo, mentre alcuni decenni più tardi l'originale sarebbe andato perduto.

### Il ritrovamento
Il testo degli Annales fu rinvenuto dal filologo umanista Giovanni di Aventino nel 1517, a circa due secoli dalla sua scomparsa. Il filologo si incaricò di ricopiarla e di annotarla, ma l'opera fu poi smarrita di nuovo. A metà del XIX secolo due studiosi dei Monumenta Germaniae Historica ritrovarono la copia dell'Aventino, che è pervenuta fino a noi.
| Controllo di autorità | GND (DE) 4837634-6 |